# Bléneau
Bléneau est une commune française située en Puisaye dans le département de l'Yonne, en région Bourgogne-Franche-Comté.

## Géographie
La ville est située entre Auxerre (52 km à l'est) et Briare (20 km au sud-ouest), sur l'ancien chemin des Marchands à l'endroit où cette voie passe le Loing.

### Hydrographie
Le Loing traverse la commune dans le sens sud-est/nord-ouest, ainsi que la rigole de Saint-Privé qui alimente le canal de Briare sur la commune de Rogny au nord-ouest.

Le ru des Coutanceries, en provenance de l'étang du même nom dans le nord de la commune de Saint-Fargeau, prend le nom de la Chasserelle en arrivant sur la commune de Bléneau et conflue avec le Loing à 600 m en amont du château de Bléneau. Plusieurs autres petits rus et dérivations du Loing coulent sur la commune, dont le Saut du Loup qui alimente les douves du château. Immédiatement au sud-ouest du bourg, ces rus forment un réseau dense qui sert de cadre aux Jardins d'eau.

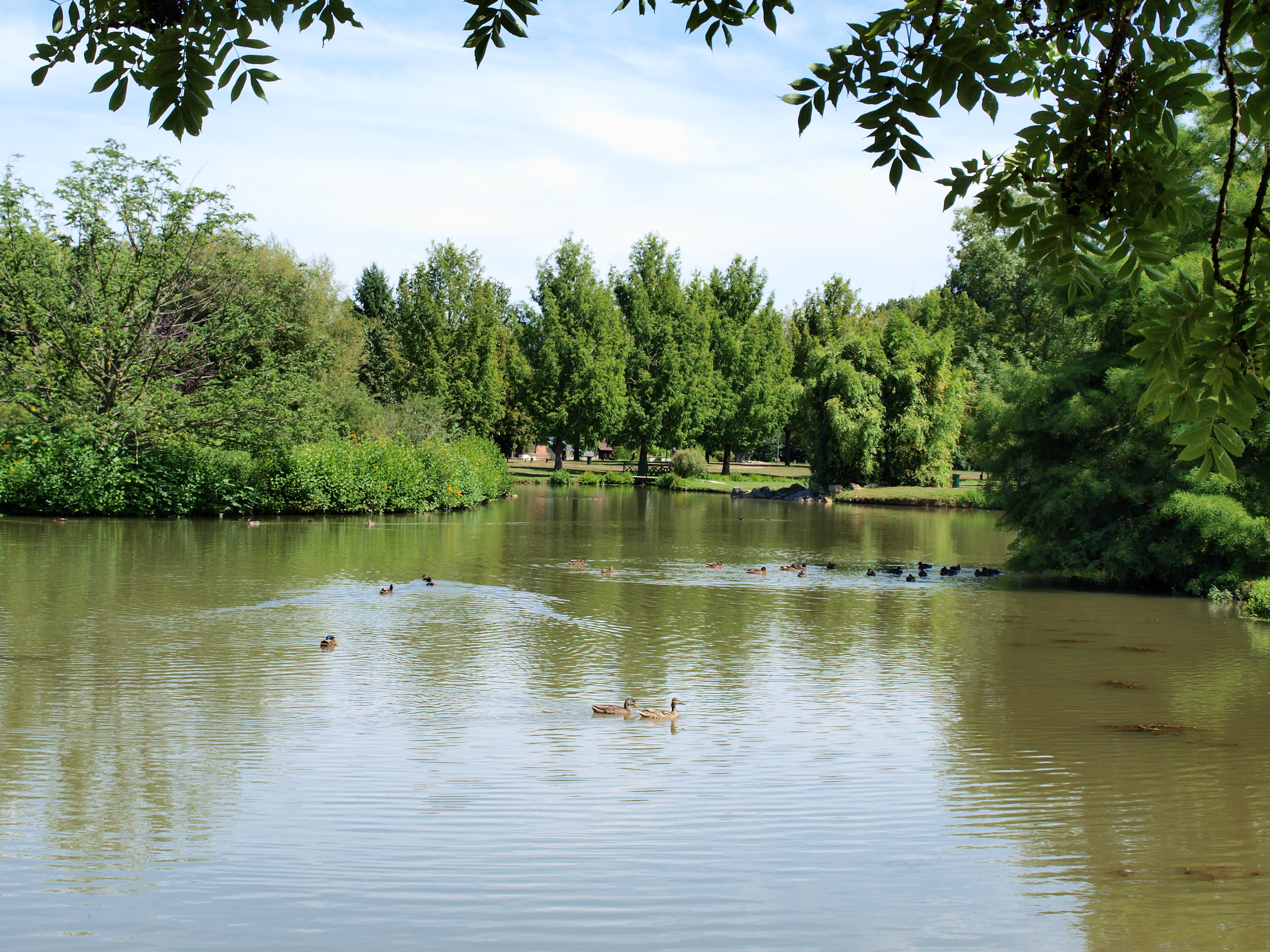
Une mare des Jardins d'eau.

Un certain nombre de dolines sont présentes dans la vallée du Loing en amont de Bléneau.

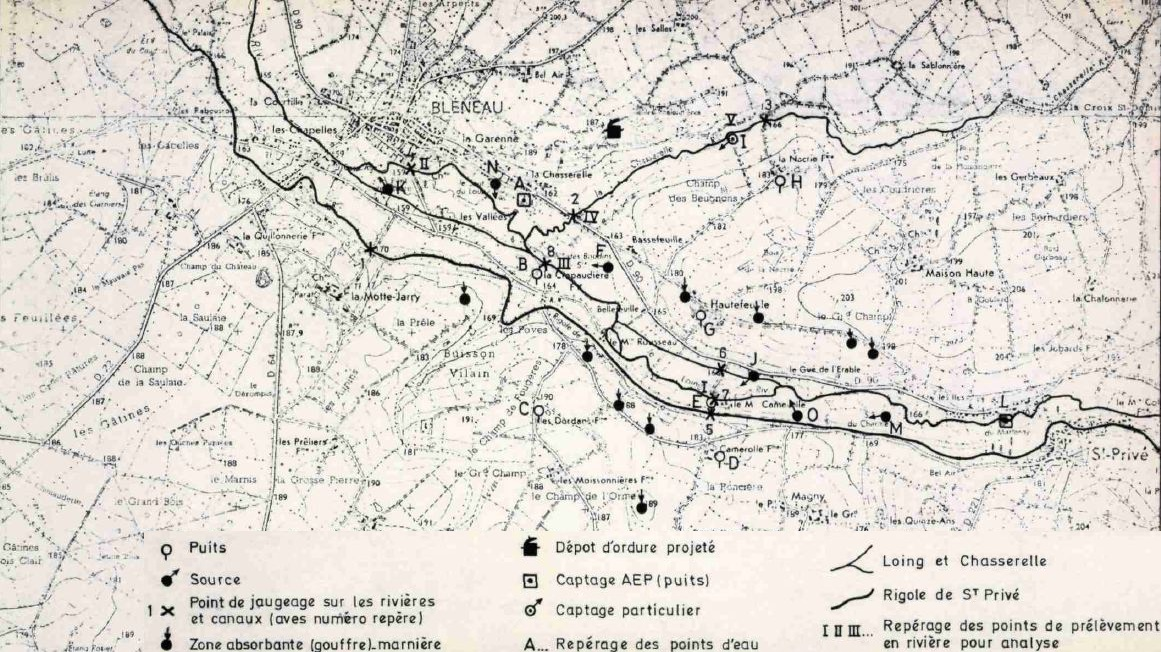
Dolines dans la vallée du Loing,
commune de Bléneau et en amont.

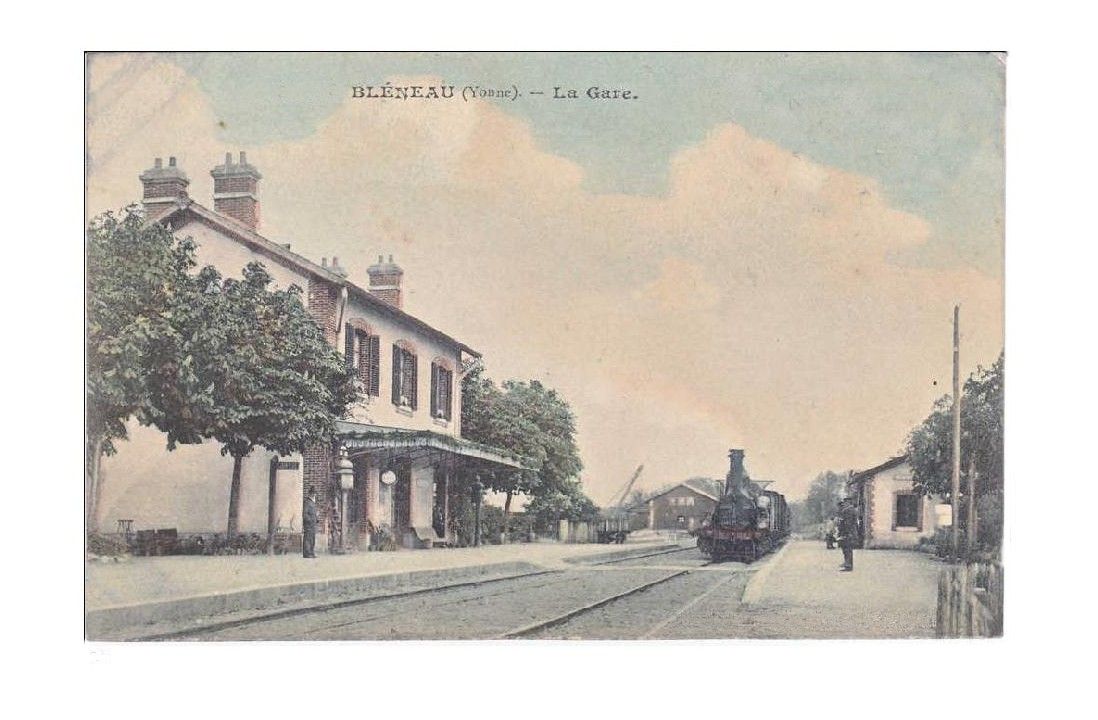
L'ancienne gare de Bléneau.

### Voies de communication et transports
La départementale D 90 traverse la commune en suivant la vallée du Loing.
L'autoroute la plus proche est l'A77 ; les entrées/sorties les plus proches sont la no 20 (« Châtillon-sur-Loire », « Briare ») à 20 km au sud-ouest et la no 21 (« Saint-Fargeau », « Bonny-sur-Loire»)à 19 km au sud.

### Climat
Pour des articles plus généraux, voir Climat de la Bourgogne-Franche-Comté et Climat de l'Yonne.
En 2010, le climat de la commune est de type climat océanique dégradé des plaines du Centre et du Nord, selon une étude du Centre national de la recherche scientifique s'appuyant sur une série de données couvrant la période 1971-2000. En 2020, Météo-France publie une typologie des climats de la France métropolitaine dans laquelle la commune est exposée à un climat océanique altéré et est dans la région climatique  Centre et contreforts nord du Massif Central, caractérisée par un air sec en été et un bon ensoleillement. 
Pour la période 1971-2000, la température annuelle moyenne est de 10,9 °C, avec une amplitude thermique annuelle de 15,7 °C. Le cumul annuel moyen de précipitations est de 735 mm, avec 11,7 jours de précipitations en janvier et 7,3 jours en juillet. Pour la période 1991-2020, la température moyenne annuelle observée sur la station météorologique de Météo-France la plus proche, « Saint Privé », sur la commune de Saint-Privé à 4 km à vol d'oiseau, est de 11,3 °C et le cumul annuel moyen de précipitations est de 769,7 mm. 
La température maximale relevée sur cette station est de 41,8 °C, atteinte le 25 juillet 2019 ; la température minimale est de −15,5 °C, atteinte le 19 décembre 2009,,. 
Les paramètres climatiques de la commune ont été estimés pour le milieu du siècle (2041-2070) selon différents scénarios d'émission de gaz à effet de serre à partir des nouvelles projections climatiques de référence DRIAS-2020. Ils sont consultables sur un site dédié publié par Météo-France en novembre 2022.

## Urbanisme

### Typologie
Au 1er janvier 2024, Bléneau est catégorisée bourg rural, selon la nouvelle grille communale de densité à sept niveaux définie par l'Insee en 2022.
Elle est située hors unité urbaine et hors attraction des villes,.

### Occupation des sols
L'occupation des sols de la commune, telle qu'elle ressort de la base de données européenne d’occupation biophysique des sols Corine Land Cover (CLC), est marquée par l'importance des territoires agricoles (66,1 % en 2018), en diminution par rapport à 1990 (68,9 %). La répartition détaillée en 2018 est la suivante : 
terres arables (58,2 %), forêts (26,8 %), prairies (4,9 %), zones urbanisées (4,2 %), zones agricoles hétérogènes (3,1 %), milieux à végétation arbustive et/ou herbacée (1,9 %), eaux continentales (1,1 %). L'évolution de l’occupation des sols de la commune et de ses infrastructures peut être observée sur les différentes représentations cartographiques du territoire : la carte de Cassini (XVIIIe siècle), la carte d'état-major (1820-1866) et les cartes ou photos aériennes de l'IGN pour la période actuelle (1950 à aujourd'hui).

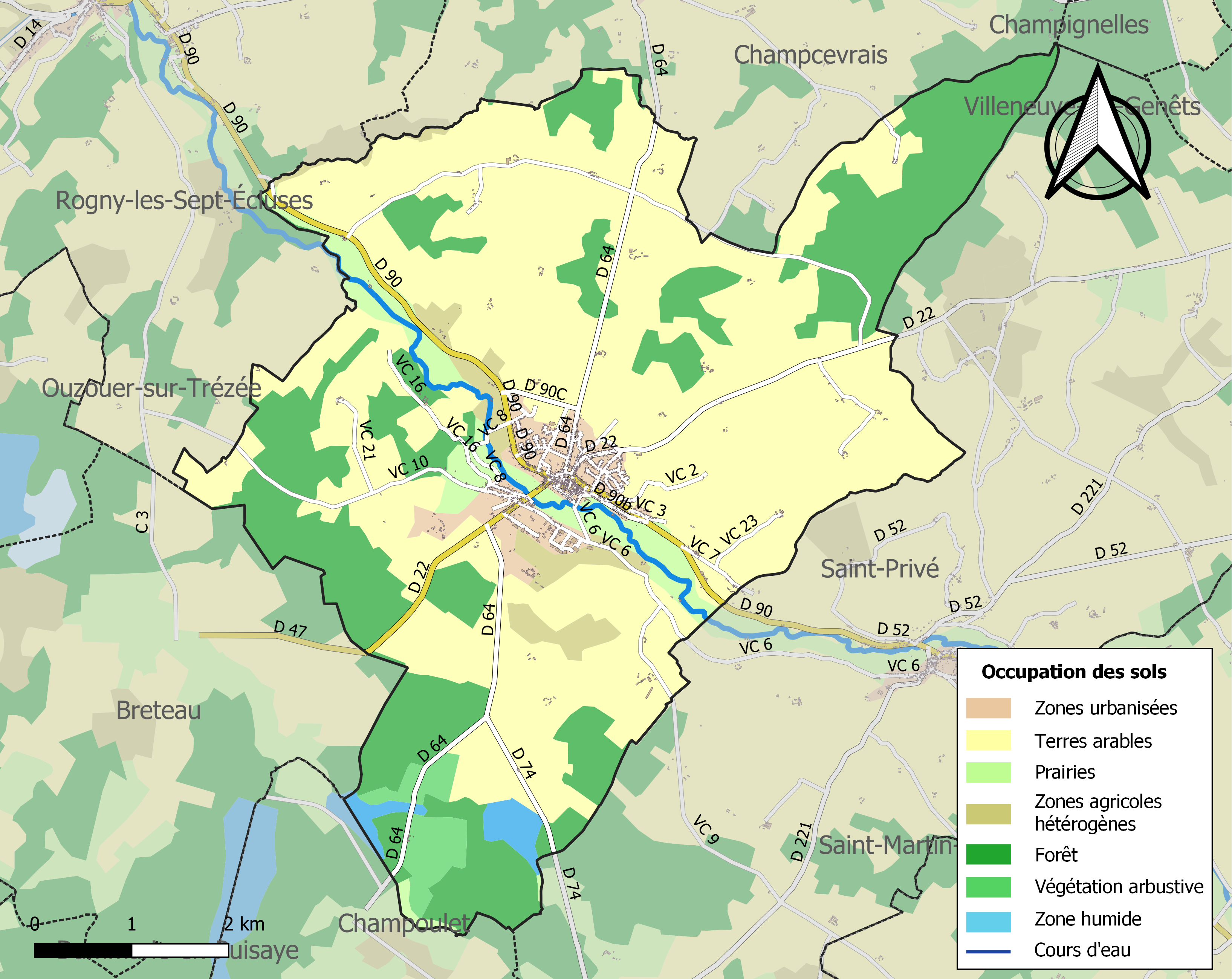
Carte des infrastructures et de l'occupation des sols de la commune en 2018 (CLC).

## Étymologie, topologie
On trouve Blanoilus (VIe s.), Blanoscus (XIe s.), Blanellum (XVe s.), Blénavium, Blaineau, Blesneau et Bleneau.

## Histoire

### Moyen Âge

#### Haut Moyen Âge, première mention écrite de Bléneau
Blanoilus est cité en 596 parmi 38 paroisses de la Puisaye énumérées dans le règlement de saint Aunaire, 18e évêque d'Auxerre de 572 à 603. Bien que le diocèse fût à l'époque aussi étendu qu'au XIXe siècle, seules 37 paroisses sont citées, la plupart - dont Bléneau - « avec leurs dépendances » ; Aunaire n’a donc cité que les principaux lieux, ce qui indique que Bléneau avait à l'époque une certaine importance (Blanoilus cum appendicis suis).

#### Moyen Âge central, Bléneau sous domination ecclésiastique
Guillaume de Toucy, 55e évêque d'Auxerre de 1167 à 1181, donne au chapitre de chanoines de Notre-Dame de la Cité une rente sur l'église de Bléneau ; c'est le premier texte connu qui mentionne le chapitre de Notre-Dame de la Cité. Guillaume de Seignelay, 58e évêque d'Auxerre de 1207 à 1219, assigne lui aussi une rente en grains et en argent à Notre-Dame de la Cité sur l'église de Bléneau en 1215.
La seigneurie de Bléneau passa par des mariages des Toucy aux Courtenay, puis aux St-Vérain, avant de revenir aux Courtenay-branche de Champignelles.

#### Guerre de Cent Ans, Bléneau pris par les partisans du dauphin
Vient la guerre de Cent Ans (1337-1453), et au tournant du siècle le long règne (1380-octobre 1422, 42 ans) de Charles VI le Bien-aimé dont la folie intermittente depuis 1392 a ouvert la porte aux luttes intestines. Au début du XV le royaume est encore plus affaibli par la guerre civile entre Armagnacs et Bourguignons (1407-1435).
En 1422 Philippe III le Bon est duc de Bourgogne depuis que le dauphin Charles (futur Charles VII) a fait assassiner en 1419 son père Jean sans Peur. Le 26 mai de cette année-là, Philippe quitte sa capitale Dijon pour Troyes dans l'intention de rassembler une armée contre le dauphin.
Mais il doit s'en retourner car le dauphin Charles a profité de la situation : il a pris Châtillon-sur-Loing, Bléneau, Saint-Sauveur, Saint-Amand et Moutiers et est en train de descendre sur la Charité.
Jeanne d'Arc, le 28 février 1428, franchit le Loing à Bléneau.
Un prieuré Saint-Cartault existe sur le territoire de la commune.

### Temps modernes
En 1587, pendant la 8e guerre de Religion (ou guerre des trois Henri) entre la ligue catholique et le roi Henri III (dynastie des Valois), le seigneur de Bléneau est député par la ville d'Auxerre aux seconds États Généraux de Blois.
Le 7 avril 1652, pendant la Fronde (1648-1653), s'y est déroulée la bataille de Bléneau opposant l'armée royale de Turenne, à l'armée de Louis II de Bourbon, prince de Condé passé à la Fronde 9 mois plus tôt et qui cherche à s'emparer de Mazarin. Le roi Louis XIV vient tout juste d'atteindre l'âge requis pour régner : 13 ans en septembre 1651.
Le seigneur Charles-Roger de Courtenay-(Champignelles-Bléneau-2e branche de La Ferté-Loupière)-Chevillon/Chevillon dit le Prince de Courtenay, le dernier des Courtenay de France, né en 1671, se suicide le 7 mai 1730 (certains disent qu'il fut assassiné),, et sa demi-sœur héritière Hélène de Courtenay (1689-1668) apporta la terre de Bléneau à son mari Louis-Bénigne, marquis de Bauffremont-Scey (1685-1755), épousé en 1712 : mais leur fils cadet Joseph, prince de Bauffremont (1714-1781) vend la terre de Bléneau le 11 mars 1771 à François-Noël Haudry († 1777), contrôleur ordinaire des Guerres,,.
François-Noël est suivi de ses enfants François-André et Cécile Haudry, et cette dernière, avec son mari Jean-Baptiste Rougier de La Bergerie (1757-1836), rachète les droits de son frère sur la terre de Bléneau le 18 septembre 1784, pour près de 224 000 livres. Sous la Révolution, le dernier sire de Bléneau, agronome distingué transmué en citoyen Rougier-Labergerie, devient maire de Bléneau en 1790, président du district de St-Fargeau, député à la Législative, premier préfet de l'Yonne (1800-1813) puis préfet de la Nièvre (1815), chevalier de la Légion d'Honneur (1804) ; cependant, il doit vendre le domaine de Bléneau et sa maison d'Auxerre en 1814 ou 1815.

### Époque contemporaine
De 1947 à 1957, une course cycliste reliait Paris à Bléneau. En 1948 et en 1950, elle fut remportée par l'Icaunais Jean Tissier.

## Héraldique
| Blason de Bléneau | Blason  | D'or à trois tourteaux de gueules, un lambel d'azur en chef. |
| Blason de Bléneau | Détails | Le statut officiel du blason reste à déterminer.             |

## Politique et administration

### Liste des maires
| Période   | Période          | Identité               | Étiquette             | Qualité                                                                         |
| --------- | ---------------- | ---------------------- | --------------------- | ------------------------------------------------------------------------------- |
|           |                  |                        |                       |                                                                                 |
| mai 1953  | juillet 1963     | Charles-Albert Houette | CNIP                  | Agriculteur, Conseiller général du canton de Bléneau (1953-1963) démissionnaire |
|           |                  | Jean Savouré           |                       |                                                                                 |
|           |                  | Pierre Doudeau         | DVD                   |                                                                                 |
| mars 2001 | 2017 (démission) | Alain Drouhin          | UMP puis DVD puis UDI | Conseiller général du canton de Bléneau (1998-2015)                             |
| 2017      | 2020             | Sylvie Poupelard       |                       | Cheffe d'entreprise                                                             |
| 2020      | En cours         | Alain Drouhin          | UDI                   |                                                                                 |

## Démographie
L'évolution du nombre d'habitants est connue à travers les recensements de la population effectués dans la commune depuis 1793. Pour les communes de moins de 10 000 habitants, une enquête de recensement portant sur toute la population est réalisée tous les cinq ans, les populations de référence des années intermédiaires étant quant à elles estimées par interpolation ou extrapolation. Pour la commune, le premier recensement exhaustif entrant dans le cadre du nouveau dispositif a été réalisé en 2004.

En 2022, la commune comptait 1 146 habitants, en évolution de −15,17 % par rapport à 2016 (Yonne : −1,95 %, France hors Mayotte : +2,11 %).
| 1793 | 1800  | 1806  | 1821  | 1831  | 1836  | 1841  | 1846  | 1851  |
| ---- | ----- | ----- | ----- | ----- | ----- | ----- | ----- | ----- |
| 999  | 1 054 | 1 025 | 1 213 | 1 278 | 1 293 | 1 313 | 1 581 | 1 709 |

| 1856  | 1861  | 1866  | 1872  | 1876  | 1881  | 1886  | 1891  | 1896  |
| ----- | ----- | ----- | ----- | ----- | ----- | ----- | ----- | ----- |
| 1 770 | 1 892 | 2 058 | 2 010 | 2 018 | 2 143 | 2 140 | 2 084 | 1 994 |

| 1901  | 1906  | 1911  | 1921  | 1926  | 1931  | 1936  | 1946  | 1954  |
| ----- | ----- | ----- | ----- | ----- | ----- | ----- | ----- | ----- |
| 2 009 | 2 003 | 2 007 | 1 676 | 1 781 | 1 717 | 1 651 | 1 610 | 1 356 |

| 1962  | 1968  | 1975  | 1982  | 1990  | 1999  | 2004  | 2006  | 2009  |
| ----- | ----- | ----- | ----- | ----- | ----- | ----- | ----- | ----- |
| 1 354 | 1 545 | 1 664 | 1 686 | 1 585 | 1 459 | 1 491 | 1 476 | 1 439 |

| 2014  | 2019  | 2022  | - | - | - | - | - | - |
| ----- | ----- | ----- | - | - | - | - | - | - |
| 1 356 | 1 176 | 1 146 | - | - | - | - | - | - |

## Lieux et monuments
- Église Saint-Loup-de-Troyes.
- Fontaine Chataigner.
- Bâtiment de l’Epalu, usine de Gaston Fleischel[38].
- Motte castrale de la Motte-Jarry[39].

En outre, Bléneau est située à une vingtaine de kilomètres du canal de Briare, du château de Guédelon et du château de Saint-Fargeau.

## Personnalités liées à la commune
- Jacques-François Le Boys des Guays (1740-1832), magistrat et homme politique français des XVIIIe et XIXe siècles.
- Alexandre Dethou (1819-1896), sénateur de l'Yonne, le collège du village porte son nom.
- Marcel Serret (1867-1916), général de l'armée française.
- Paul Cololian (1869-1956), médecin, fondateur de la Croix rouge arménienne de Paris (1920).
- Gaston Fleischel (1885-1965), industriel et inventeur en 1903 de la boîte de vitesses automatique.
- Erwan Bergot (1930-1993), officier, écrivain et journaliste.

## Pour approfondir